# Моховое (озеро, Сахалин)
Моховое — горное озеро на острове Сахалин. Расположено на территории Томаринского городского округа Сахалинской области России.
Находится близ западного склона горы Спамберг, на высоте 684 м. В северо-восточной части водоём посредством небольшого ручья последовательно соединяется с озёрами Скрытное и Осочное.
Донный грунт — наносы обломочного материала с небольшим количеством серого ила, которого на глубине более двух метров становится гораздо больше. Глубже 7 метров дно покрыто жидкими илами.
Питание реки осуществляется впадающими ручьями, сток происходит по ручью Ястребок в реку Новоселова. В озере отмечена двухслойная стратификация вод — в нижнем слое на глубине свыше 10 м концентрация кислорода низкая (до 5 %), средняя температура 6 °C. Верхний слой насыщен кислородом (79-92,3 %), температура может достигать 14 °C.